# Chippubetsu
Chippubetsu (秩父別町?) è una cittadina giapponese della prefettura di Hokkaidō.